# Даниил (Шерстенников)
Епископ Даниил (в миру Даниил Константинович Шерстенников; 29 декабря 1871  [10 января 1872], Прокопье, Вятская губерния — 1 февраля 1932, Поле, Северный край) — епископ Русской православной церкви, епископ Охотский, викарий Камчатской епархии.

## Биография
Родился 29 декабря 1871 (10 января 1872) года в селе Прокопьевском Слободского уезда Вятской губернии в семье псаломщика.
В 1895 году окончил Вятскую духовную семинарию и 15 сентября того же года был рукоположён в сан диакона. После этого он был определен учителем церковно-приходской школы при Богородицкой церкви села Порез Глазовского уезда. С этого же года состоял членом Вятского братства святителя Николая Чудотворца.
16 февраля 1897 года рукоположён в сан иерея и назначен на должность благочинного и, до 1903 года, противораскольнического миссионера по южной части Глазовского уезда.
В 1897—1907 годы — законоучитель Парезской земской школы.
В 1905—1907 годы — благочинный 5-го округа Глазовского уезда и единоверческих церквей юж. части того же уезда.
В 1907—1911 годы — благочинный церквей города Глазова, учитель Воронской и Рыбачковской школ грамоты, заведующий и законоучителем Игоринской школы грамоты и церковно-приходской школы, Кипринского и Сыглинского земских училищ.
В 1908 году овдовел. Был возведён в сан протоиерея.

### Служение на Дальнем Востоке
В 1911 был направлен на Камчатку в помощью миссионеру иеромонаху Нестору (Анисимову) для содействия в расширении религиозно-просветительской работы. Был назначен соборным протоиереем Петропавловска-на-Камчатке, председателем местного отделения Камчатского благотворительного братства, благочинным камчатского округа Владивостокской епархии (включавшим в себя 9 приходов при 11 церквях), заведующим и учителем Петропавловской второклассной школы. Во время Первой мировой войны пожертвовал на Красный Крест все свои деньги, в том числе сумму от продажи своего катера и личной квартирной обстановки.
С 1916 года — настоятель кафедрального Владивостокского Успенского собора. С 1919 — также председатель Владивостокского епархиального совета. В 1922 был пострижен в монашество.
6 сентября 1922 года епископ Нестор (Анисимов) направил телеграмму Высшему Церковному Управлению Заграницей: «Согласно Патриаршего указа 1920 года за № 362 совещание епископов Михаила, Мефодия, Мелетия, Нестора постановило выделить Камчасткую епархию в самостоятельную с присоединением Охотиского уезда, вхордящего в состав Камчатской области. Назначить Охотским викарием с пострижением в монашество <…> протоиерея Даниила Шерстенникова, служившего много лет камчатским кафедральным благочинным, любимого населением, в личной жизни подвижника. Последний пароход в Камчатку отправляется в середине октября. Благословите привести в исполнение поручение епископов».
11 сентября того же года Временный Архиерейский Синод РПЦЗ, рассмотрев данное прошение, постановил: «1. Разрешить и благословить выделить Камчатскую область в самостоятельную епархию с присоединением Охотского уезда в качестве викариатства. 2. Назначить на кафедру викарного епископа Охотского протоиерея Даниила Шерстенникова с пострижением в монашество и совершением хироротонии во граде по усмотрению местных Преосвященных».

### Архиерей
С 1922 года — епископ Охотский, викарий Камчатской епархии. С того же года управлял епархией, так как камчатский епископ Нестор (Анисимов) эмигрировал вместе с белыми войсками.
В 1923 году арестован по обвинению в сопротивлении изъятию церковных ценностей. Находился в заключении на Камчатке, во Владивостоке и Чите, освобождён в феврале 1924. По данным ОГПУ, под сильным давлением согласился сотрудничать с органами госбезопасности, но их задания старался не выполнять, разгласил данные о своей вербовке, в своей церковной политике не действовал в интересах властей.
С 5 декабря 1924 временно управлял Забайкальской епархией. Используя свой опыт миссионера, создал противообновленческую миссию, которая противостояла обновленческому движению в епархии. К июню 1925 году смог фактически восстановит епархию, ранее перешедшую под полный контроль обновленцев — из 227 общин ему уже к этому времени подчинялось до 50. Послания епископа Даниила, содержавшие критику в адрес обновленцев, распространялись по епархии в машинописных копиях.
18 ноября 1926 года митрополитом Сергием назначен временно управляющим Иркутской епархией, для чего и прибыл в Иркутск 6 декабря 1926 года. Организовал материальную помощь ссыльным священнослужителям, продолжил активную борьбу с обновленчеством.
С 1 февраля 1927 года — вновь управлял Забайкальской епархией, сохранив за собой управление Иркутской и Камчатской епархиями.
По данным на 1927 г. по Забайкальской епархии «было зарегистрировано и вновь воссоединено из раскола 150 православных общин… обновленческих общин до 80-ти, обслуживающихся 4 архиепископами — Читинским, Нерчинским, Верхнеудинским, Троицкосавским».
Весной 1927 года православный Иркутск постигла первая волна организованных репрессий по сфабрикованным ОГПУ делам: 12 апреля 1927 года епископ Ираклий (Попов) с группой активного духовенства были арестованы. Им инкриминировалась организация «нелегального Комитета взаимопомощи сосланному духовенству» и «распускание разных провокационных слухов, направленных на подрыв советской власти», а также «нелегальные собрания».
18 апреля 1927 года, после отказа выполнить требование ОГПУ о переводе Иркутской епархии на сторону ВВЦС или автокефалии, был арестован. Обвинён в том, что он «принял на себя руководство нелегальным комитетом взаимопомощи, использовал амвон для проповедей а(нти)/с(оветского) содержания». Для следствия он был отправлен в Москву, где был осужден на 5 лет ИТЛ, отправлен в Соловецкий лагерь.
29 августа 1927 года приговорён коллегией ОГПУ к пяти годам лишения свободы. В 1928 году находился в Соловецком лагере особого назначения, затем заключение было заменено ссылкой в Коми, а затем в Архангельскую область, где и скончался.
Существует версия о том, что владыка Даниил прожил ещё многие годы, вышел из заключения в 1953 году и поселился в Барнауле «у одного полковника». Однако она не подтверждается фактами.